# Partial-Element-Equivalent-Circuit-Methode
Die Partial-Element-Equivalent-Circuit-Methode (PEEC) ist ein Verfahren zur Berechnung elektromagnetischer Felder vor allem in der Nähe leitender Strukturen. Der Grundgedanke besteht darin, Feldprobleme durch ein elektrisches Ersatzschaltbild zu modellieren und dieses dann mit Verfahren der Netzwerkanalyse im Zeitbereich oder im Frequenzbereich zu lösen. Die Stärke des Verfahrens liegt darin, dass die elektrische Netzwerkrepräsentation des Feldproblems sich einfach mit der Simulation echter Netzwerke koppeln lässt, z. B. um den Einfluss einer Einkopplung von Feldern in eine elektronische Schaltung zu untersuchen. Eine Anwendung auf andere physikalische Domänen ist grundsätzlich vorstellbar.
Als Begründer der Methode gilt Albert E. Ruehli.